# 4379 Снеллінг
4379 Снеллінг (4379 Snelling) — астероїд головного поясу, відкритий 13 серпня 1988 року.
Тіссеранів параметр щодо Юпітера — 3,082.